# 525 př. n. l.

## Události
- Perský král Kambýsés II. dobývá Egypt – faraon Psammetik III. je zajat a později popraven.

## Úmrtí
- Psammetik III.
- Smerdis

## Hlava státu
Perská říše:
- Kambýsés II.